# Lucas Barrios
Pour les articles homonymes, voir Barrios.
Lucas Ramón Barrios Cáceres, mieux connu comme Lucas Barrios, ou tout simplement Lucas, né à San Fernando, le 13 novembre 1984, est un footballeur argentin naturalisé paraguayen qui joue au poste d'attaquant.
En 2008, alors qu'il jouait pour Colo-Colo (Chili), Lucas  Barrios a été désigné meilleur buteur de l'année dans le monde par l'IFFHS avec 37 buts.

## Carrière en club

### Amérique du Sud
Révélé à Argentinos Juniors, Lucas Barrios est passé par plusieurs clubs argentins et chiliens mais il ne s'est pas assez fait remarquer pour recevoir des propositions de grands clubs européens. Par contre, au cours de ses deux saisons passées dans le club de Colo-Colo, il devient le  meilleur buteur de l'Apertura (19 buts) et Clausura (18 buts) puis il gagne le Championnat du Chili Clausura 2008, son premier titre en tant que professionnel. Cette année-là, Lucas  Barrios est désigné meilleur buteur de l'année 2008 dans le monde par l'IFFHS.

### Europe et Chine
Ayant été mis en évidence avec le club chilien, il suscite l'attention d'autres clubs dont le club français Nancy, le club espagnol Espanyol et le club grec Panathinaikos. Le 25 juillet 2009, il s'engage pour le Borussia Dortmund, en Allemagne, pour quatre millions et demi d'euros. Ses débuts pour Die Schwarzgelben ont lieu le 8 août, dans la victoire sur Cologne, par 1 à 0. Il fait un grand début de saison, marquant vingt-trois fois, et quatre buts en Coupe d'Allemagne où il a terminé meilleur buteur. Il est champion d'Allemagne 2010/11 avec le Borussia, marquant seize buts en 32 matches.
Le 2 mai 2012, la presse annonce que Lucas Barrios quitte le Borussia après la saison 2011/12 pour rejoindre le Guangzhou Evergrande. Il signe un contrat de quatre ans avec le club chinois. IL gagne le Championnat de Chine de football 2012 et la coupe de Chine 2012 avec ce club.
En Août 2013, il quitte le Guangzhou et signe avec le Spartak Moscou, en Russie. C'est donc un retour en Europe après un an dans le football chinois.
Le 12 août 2014, Lucas Barrios rejoint le club du Montpellier HSC dans le cadre d'un prêt de 10 mois. Après un premier quart de saison quasiment vierge, il inscrira son premier but sous les couleurs héraultaises le 6 décembre 2014 à l'extérieur contre Rennes (0-4) lors de la 17e journée. Il récidive contre Lens une semaine plus tard. Après une succession de bons matchs sous les couleurs montpelliéraines, il signe son premier triplé en Ligue 1 lors de la 21e journée contre Metz au Stade Saint-Symphorien pour une victoire 3-2. La journée suivante, contre le FC Nantes, l'international trouve à nouveau la faille en réalisant une passe décisive, puis en clôturant la marque. Auteur du but de la victoire face à l'OGC Nice (2-1) le 1er mars, il confirme son retour en forme en cette année 2015. Il inscrira un but contre Lyon à domicile le 8 mars 2015 puis un doublé la rencontre suivante face à Reims (3-1) portant son total à 10 buts. Il inscrit son dernier but montpellierain contre Bastia (victoire 3-1) le 4 Avril 2015, il termine donc la saison avec un total de 11 buts en 31 matches joués sous le maillot héraultais, qu'il ne portera plus à l'issue de la saison.

### Palmeiras, Grémio

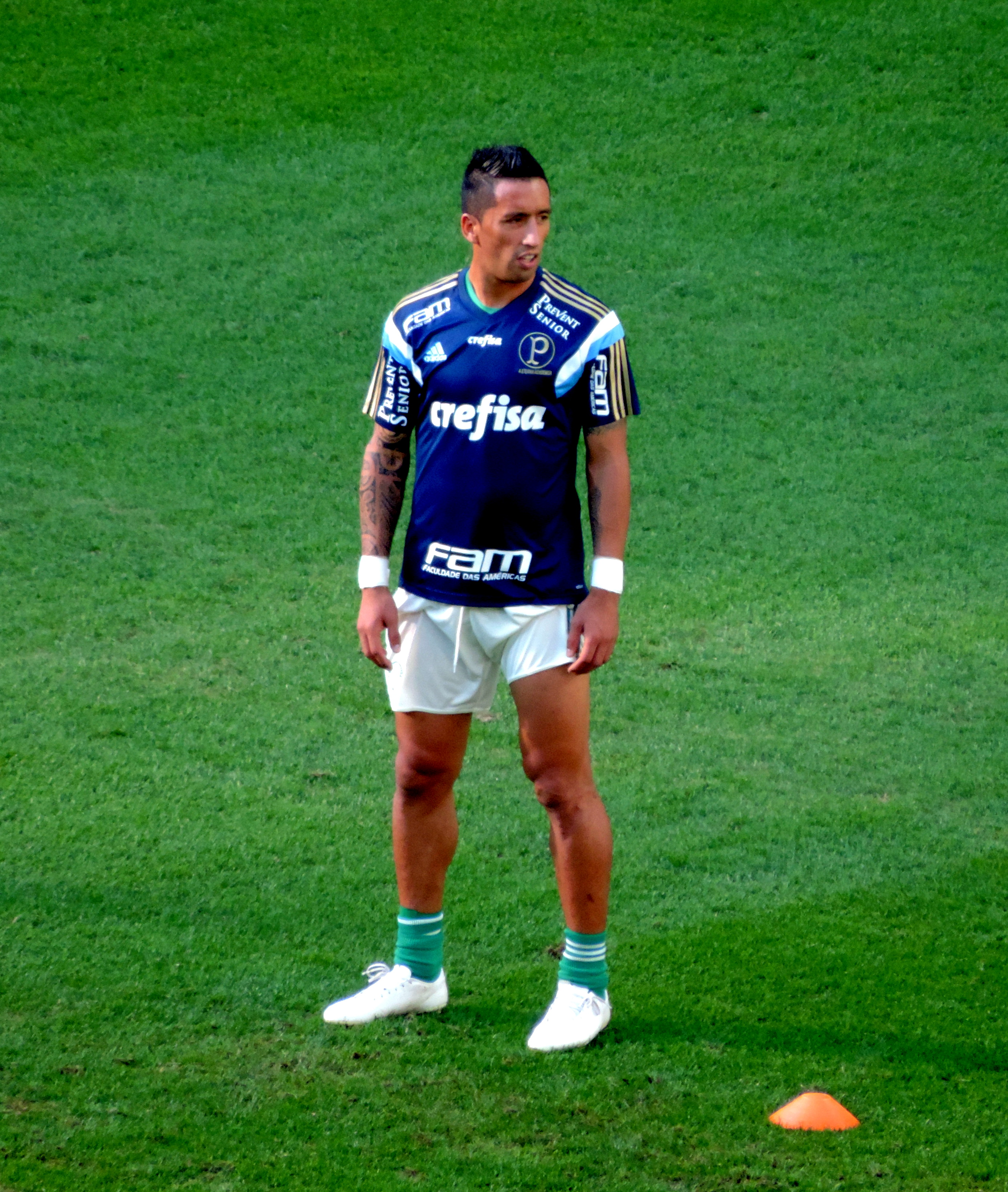
Lucas Barrios sous le maillot de Palmeiras en 2015.

Le 18 juin 2015, le joueur annonce sur son compte twitter, pendant la Copa America au Chili, qu'il a signé avec Palmeiras. Il est présenté le 16 juillet avec le maillot numéro 10, précédemment utilisé par Valdivia. Le 19 juillet, il fait ses débuts avec Palmeiras dans le derby contre Santos à Allianz Parque, entrant dans la seconde mi-temps à la place de Leandro Pereira.
Le 26 août 2015, durant un match contre Cruzeiro, il marque son premier but avec le maillot de Palmeiras.
Le 16 septembre 2015, durant un match contre Fluminense, il marque un hat-trick.
Avec Palmeiras, il remporte la Coupe du Brésil en 2015, puis le championnat du Brésil 2016.
En 2017, il rejoint le Grêmio avec lequel il remporte la Copa Libertadores 2017.

## Carrière internationale
Né d'une mère paraguayenne , Barrios a commencé le processus de la double nationalité, le 16 mars 2010, avec l'espoir d'avoir des chances d'être à la Coupe du Monde 2010. Avec le soutien de sa propre association paraguayenne, qui a agi pour terminer le processus avant le tournoi, sa citoyenneté a été accordée le 8 avril de cette année.
Peu après avoir été naturalisé, Barrios a été inclus dans la pré-équipe de l'équipe nationale du Paraguay pour la Coupe du Monde 2010, en dépit de ne pas avoir joué un match. Peu après, il a été confirmé dans les vingt-trois joueurs pour participer au tournoi en Afrique du Sud. Après avoir commencé comme un démarreur, Barrios a joué le match amical préparatoire à la Coupe du monde contre l'Irlande, marquant le but de l'honneur dans la défaite 2-1. Puis a joué deux matchs de plus contre la Côte d'Ivoire (2-2) et la Grèce (2-1), respectivement, et marquant un but dans chacun de ces deux matchs.
Après avoir gagné le championnat d'Allemagne 2011 avec le Borussia, Lucas Barrios est convoqué pour jouer la Copa America 2011. Il marque une fois au cours du match nul (3-3) contre le Venezuela au premier tour. En demi-finale, il marque à nouveau contre le Venezuela, dans les tirs au but. En finale, il commence le match sur le banc avant d'entrer en jeu à la 76e minute, mais il subit une blessure au bout de quelques minutes, laissant le Paraguay avec seulement dix joueurs sur le terrain.
En 2015 il est le principal point fort de l'équipe nationale du Paraguay pour la Copa America qui a lieu au Chili. En dépit du fait d'être remplaçant, entrant toujours en seconde mi-temps, il est le meilleur buteur de son équipe avec 3 buts marqués. Ainsi, il a marqué pour ses débuts contre l'Argentine puis contre l'Uruguay, il a marqué le but égalisateur qui a qualifié le Paraguay pour les quarts de finale et enfin, en demi-finale, il a marqué un autre but contre l'Argentine, mais n'a pas pu éviter la défaite de son équipe par 6 à 1.

## Palmarès

### Colo-Colo
- Championnat du Chili (Clausura): 2008

### Borussia Dortmund
- Bundesliga: 2010-11 et 2011-12
- Coupe d'Allemagne: 2011-12

### Guangzhou Evergrande
- Super League Chinoise: 2012
- Coupe de Chine: 2012

### Palmeiras
- Coupe du Brésil: 2015
- Championnat du Brésil: 2016

### Gremio
- Copa Libertadores 2017
- Finaliste de la Coupe du monde des clubs 2017

### Paraguay
- Finaliste de la Copa America 2011

### Distinctions personnelles
- Meilleur buteur du Championnat du Chili (Apertura): 2008
- Meilleur buteur du Championnat du Chili (Clausura): 2008
- Meilleur joueur du football chilien par le magazine El Grafico Chili: 2008
- Meilleur attaquant chilien de football par ANFP: 2008
- Soulier d'Or chilienne de football pour ANFP: 2008
- Meilleur buteur du monde par IFFHS: 2008
- Meilleur buteur de la Coupe du Chili: 2008-09
- Prix ABC Color pour le meilleur footballeur Paraguay Année: 2010
- Meilleur buteur de la Coupe d'Allemagne: 2011-12

## Carrière
| Club                                  | Saison        | Championnat | Championnat | Coupe Nationale * | Coupe Nationale * | Coupe Internationale** | Coupe Internationale** | Total   | Total |
| Club                                  | Saison        | Matchs      | Buts        | Matchs            | Buts              | Matchs                 | Buts                   | EMatchs | Buts  |
| ------------------------------------- | ------------- | ----------- | ----------- | ----------------- | ----------------- | ---------------------- | ---------------------- | ------- | ----- |
| Argentinos Juniors Argentine          | 2003/04       | 15          | 5           | -                 | -                 | -                      | -                      | 17      | 5     |
| Argentinos Juniors Argentine          | Total         | 15          | 5           | -                 | -                 | -                      | -                      | 17      | 5     |
| Deportes Temuco Chili                 | Apertura 2005 | 13          | 6           | -                 | -                 | -                      | -                      | 13      | 6     |
| Deportes Temuco Chili                 | Clausura 2005 | 15          | 6           | -                 | -                 | -                      | -                      | 15      | 6     |
| Deportes Temuco Chili                 | Total         | 28          | 12          | -                 | -                 | -                      | -                      | 28      | 12    |
| Tiro Federal Argentine                | Apertura 2006 | 12          | 1           | -                 | -                 | -                      | -                      | 12      | 1     |
| Tiro Federal Argentine                | Total         | 12          | 1           | -                 | -                 | -                      | -                      | 12      | 1     |
| Cobreloa Chili                        | Clausura 2006 | 21          | 12          | -                 | -                 | -                      | -                      | 21      | 12    |
| Cobreloa Chili                        | Apertura 2007 | 18          | 14          | -                 | -                 | 2                      | 0                      | 20      | 14    |
| Cobreloa Chili                        | Total         | 39          | 26          | -                 | -                 | 2                      | 0                      | 41      | 26    |
| CF Atlas Mexique                      | Clausera 2007 | 14          | 1           | -                 | -                 | -                      | -                      | 14      | 1     |
| CF Atlas Mexique                      | Total         | 14          | 1           | -                 | -                 | -                      | -                      | 14      | 1     |
| Colo-Colo Chili                       | Apertura 2008 | 22          | 19          | -                 | -                 | 5                      | 1                      | 27      | 20    |
| Colo-Colo Chili                       | Clausura 2008 | 16          | 18          | 2                 | 3                 | -                      | -                      | 18      | 21    |
| Colo-Colo Chili                       | Apertura 2009 | 13          | 11          | 1                 | 1                 | 6                      | 3                      | 20      | 15    |
| Colo-Colo Chili                       | Clausura 2009 | 2           | 1           | -                 | -                 | -                      | -                      | 2       | 1     |
| Colo-Colo Chili                       | Total         | 53          | 49          | 3                 | 4                 | 11                     | 4                      | 67      | 57    |
| Borussia Dortmund Allemagne           | 2009/2010     | 33          | 19          | 3                 | 4                 | -                      | -                      | 36      | 23    |
| Borussia Dortmund Allemagne           | 2010/2011     | 32          | 16          | 2                 | 1                 | 7                      | 4                      | 41      | 21    |
| Borussia Dortmund Allemagne           | 2011/2012     | 18          | 4           | 4                 | 1                 | 3                      | 0                      | 25      | 5     |
| Borussia Dortmund Allemagne           | Total         | 83          | 39          | 9                 | 6                 | 10                     | 4                      | 102     | 49    |
| Guangzhou Evergrande Chine            | 2012          | 8           | 2           | 6                 | 4                 | 2                      | 1                      | 16      | 7     |
| Guangzhou Evergrande Chine            | 2013          | 9           | 3           | 1                 | 0                 | 6                      | 3                      | 16      | 7     |
| Guangzhou Evergrande Chine            | Total         | 17          | 5           | 7                 | 4                 | 8                      | 4                      | 32      | 13    |
| Spartak Moscou Russie                 | 2013-14       | 15          | 1           | 2                 | 0                 | 2                      | 0                      | 19      | 1     |
| Spartak Moscou Russie                 | 2014-15       | 1           | 1           | 0                 | 0                 | 0                      | 0                      | 1       | 1     |
| Spartak Moscou Russie                 | Total         | 16          | 2           | 2                 | 0                 | 2                      | 0                      | 20      | 2     |
| Montpellier Hérault Sport Club France | 2014-15       | 31          | 11          | 2                 | 0                 | 0                      | 0                      | 33      | 11    |
|                                       | Total         | 31          | 11          | 2                 | 0                 | 0                      | 0                      | 33      | 11    |
| Palmeiras Brésil                      | 2015          | 13          | 5           | 8                 | 3                 | 0                      | 0                      | 21      | 8     |
| Palmeiras Brésil                      | 2016          | 9           | 1           | 3                 | 0                 | 4                      | 1                      | 22      | 4     |
|                                       | total         | 22          | 6           | 11                | 3                 | 4                      | 1                      | 43      | 12    |
|                                       | Carrière      | 298         | 139         | 31                | 17                | 36                     | 13                     | 356     | 167   |

- (*) Coupe du Chili, Coupe d'Allemagne, Coupe de Chine ou Coupe de Russie.
- (**) Copa Libertadores, Ligue des champions UEFA ou Ligue des champions AFC.